# Chandler (Quebec)
Chandler é uma cidade localizada na região de Gaspésie–Îles-de-la-Madeleine, no Quebec, Canadá. A cidade era conhecida como Pabos entre 27 de junho de 2001 e 4 de maio de 2002.